# Доглядач (фільм)
«Доглядач» (англ. The Super) — американо-японська комедія 1991 року.

## Сюжет
Луї Критський отримує як подарунок від батька житловий будинок. Батько радить синові не виправляти жодного ушкодження й не лагодити несправності, бо інакше неможливо заробити грошей. Але на Луї подають до суду мешканці цього будинку. І за рішенням суду Луї, за небажання підтримувати лад у будинку, змушений жити в ньому без права ремонтувати будь-що у своїй квартирі, поки не відремонтує весь будинок.

## У ролях
| Актор               | Роль                |
| ------------------- | ------------------- |
| Джо Пеші            | Луї Крицький        |
| Вінсент Гарденія    | Великий Лу Крицький |
| Медолін Сміт Осборн | Наомі Бенсінгер     |
| Рубен Бладес        | Марлон              |
| Стейсі Тревіс       | Гізер               |
| Керол Шеллі         | Айрен Крицька       |
| Кенні Бланк         | Тіто                |
| Пол Бенджамін       | Гілліам             |
| Беатріс Вінд        | Леота               |
| Бхудеші Бодайбі     | Гуд                 |
| Абдулаї Нгом        | Стаббс              |
| Керол Джин Льюїс    | Елеонора            |
| Ентоні Гілд         | Рон Нессім          |